# Stade Ajinomoto
Pour les articles homonymes, voir Tokyo Stadium.
Stade de Tokyo
Le stade Ajinomoto (味の素スタジアム, Ajinomoto Sutajiamu) en anglais Ajinomoto Stadium, anciennement stade de Tokyo (東京スタジアム, Tōkyō Sutajiamu) ou Tokyo Stadium est un stade multi-fonction situé à Chōfu dans Tōkyō (Japon).

## Généralité
Le stade a été construit sur un terrain appartenant à l'United States Forces Japan qui était une division militaire américaine basée au Japon jusqu'en mars 2001.

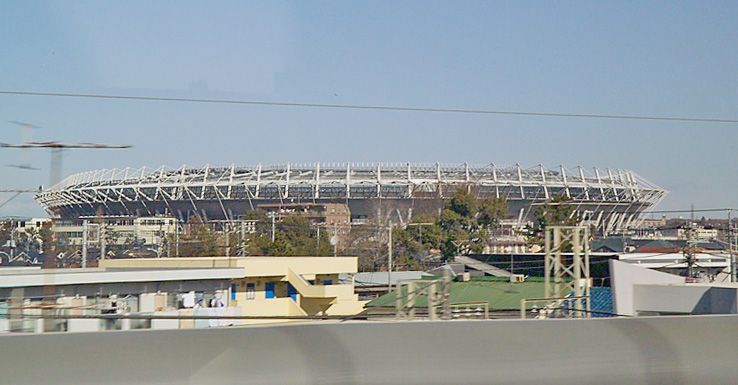
Stade en construction.

Le nom du stade a été vendu à la société Ajinomoto à compter de  mars 2003, par conséquent le nom du stade sera stade Ajinomoto, pratiquant le naming. Le stade perdra temporairement son naming durant les Jeux olympiques d'été de 2020.
Deux clubs de football y évoluent, le F.C. Tokyo et le Tokyo Verdy 1969. Le stade accueille aussi d'autres évènements sportifs comme le rugby à XV ou le football américain, ainsi que d'autres évènements non-sportifs tels que des concerts ou des marchés aux puces.

## Images

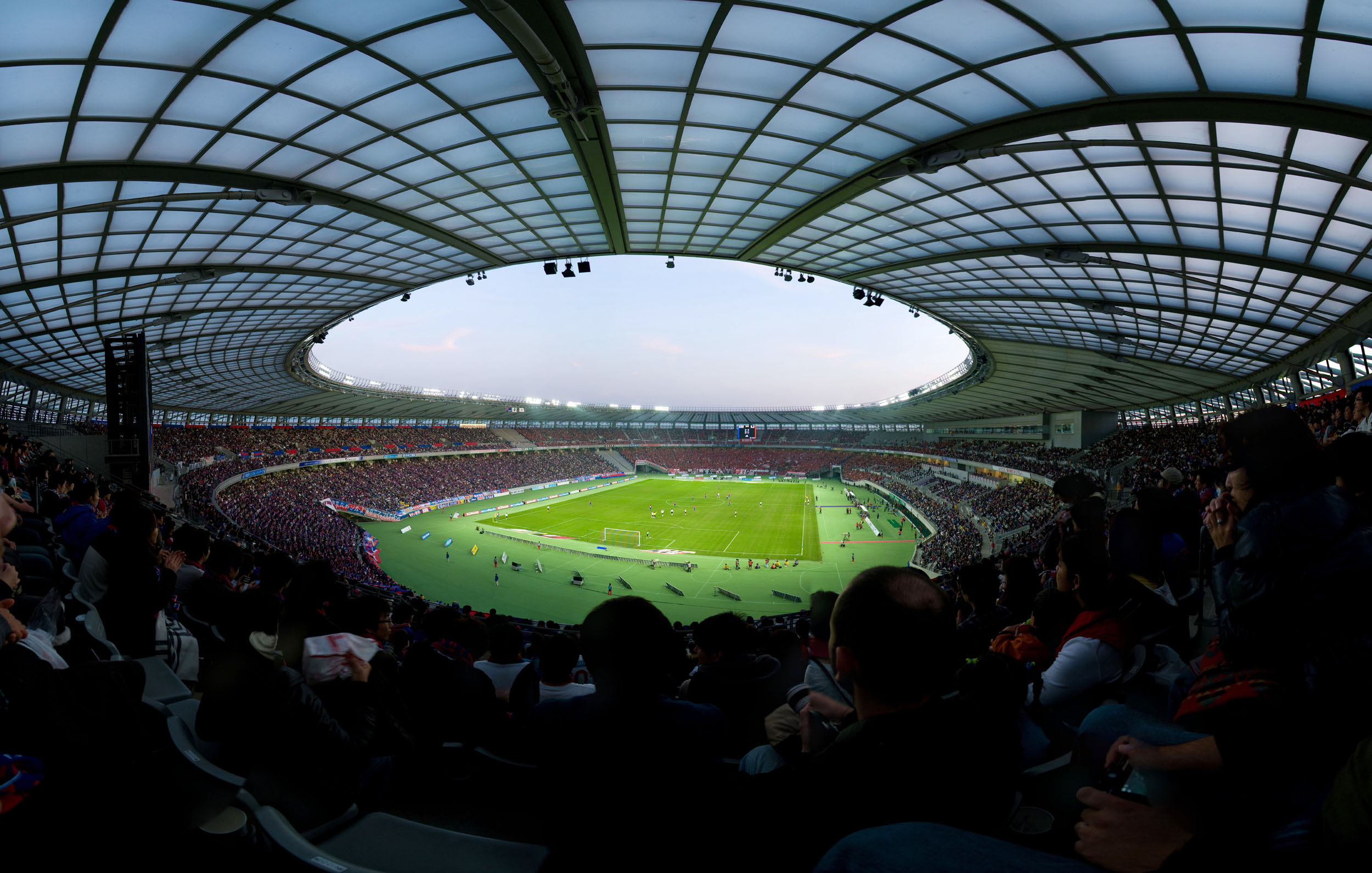
Panorama.
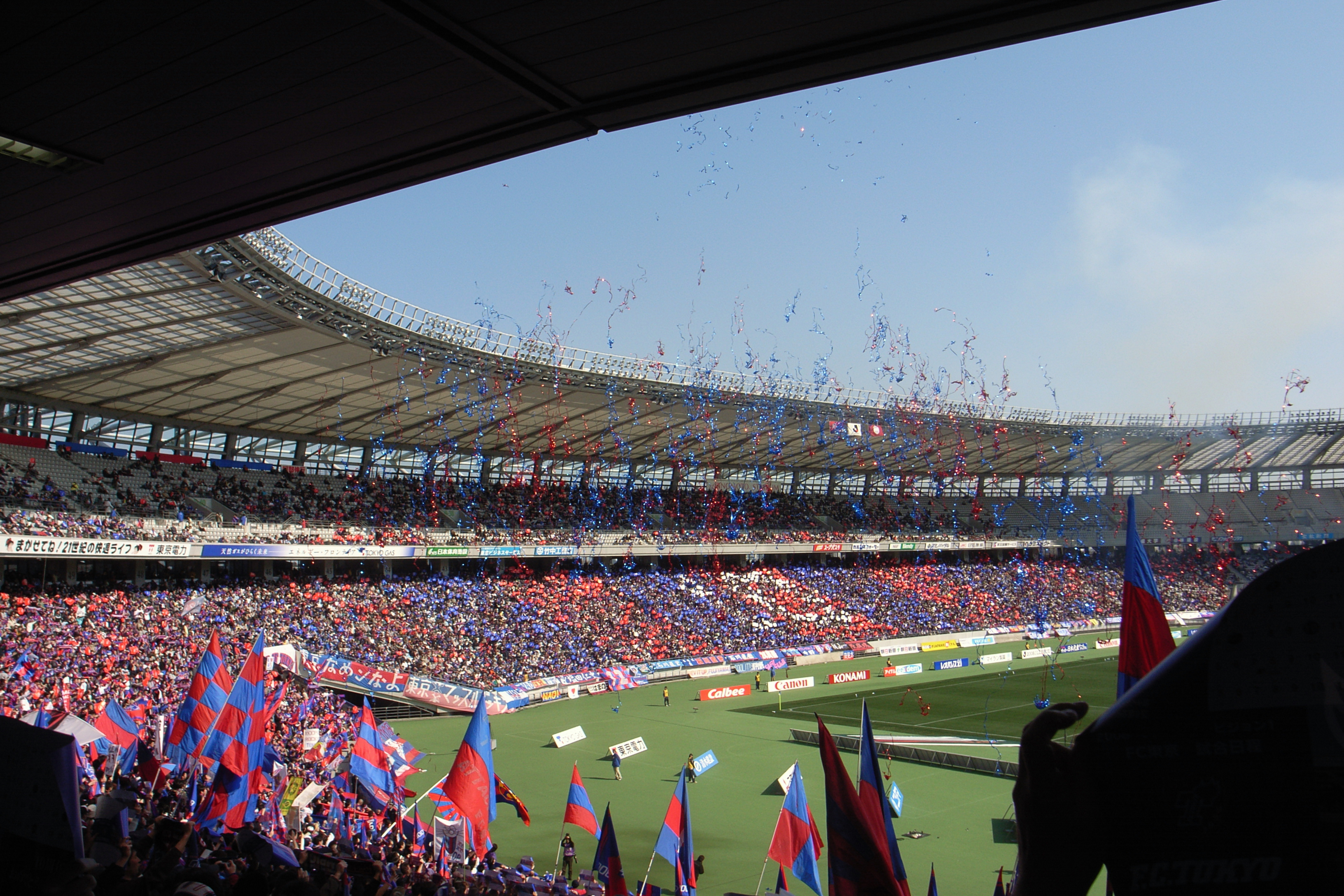
Supporteurs du F.C. Tokyo.
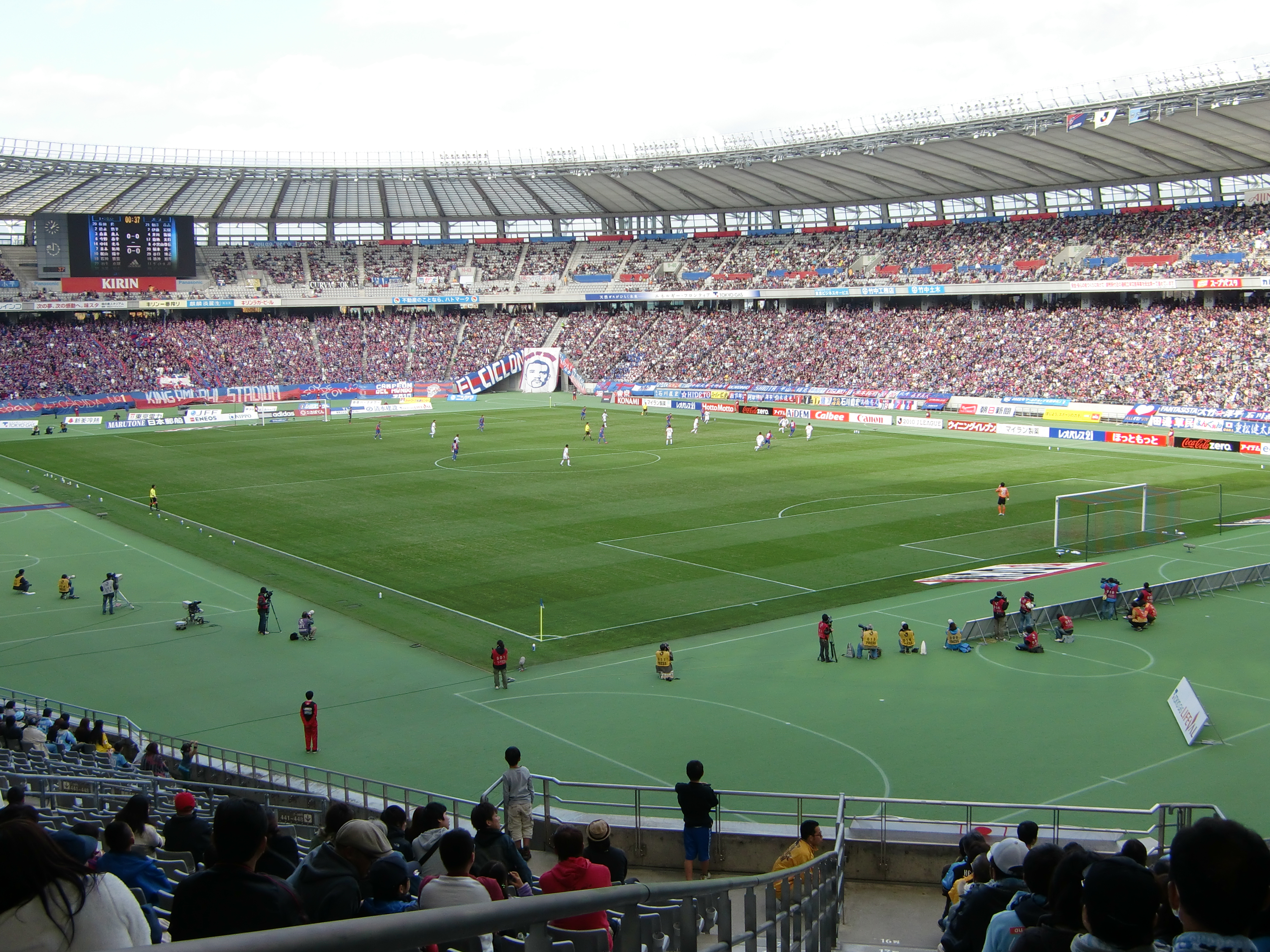
Vue du terrain.

## Événements
- Coupe du monde de rugby à XV 2019
- Jeux olympiques d'été de 2020 :
  - Quelques matchs du tournoi de football ;
  - Rugby à sept ;
  - Pentathlon moderne (sauf l'épreuve d'escrime qui aura lieu au centre sportif voisin).